# 護墊
护垫，或卫生护垫，是一种有吸收作用的女性卫生用品。多数背部有粘条，使用时可以粘在內褲内侧两腿之间的位置。常用于吸收阴道流出的宫颈粘液、多量月经、性交后流出物、漏尿，也可作为卫生棉條或月经杯的额外防线。
护垫和衛生棉的材料和构造基本相同，只是更薄更窄，使用更舒适。但因为吸收的液量也比较少，只适用于轻量防护，不适用于月经高峰期。
护垫也分为长型、中型、紧凑型、迷你型、以及适用于丁字裤的微型。也分为一次性的和多次使用的。